# Campeonato Amateur de Guayaquil 1950
El Campeonato Amateur de Guayaquil de 1950, más conocido como la Liga de Guayaquil 1950, fue la 30.ª edición de los torneos amateurs del Guayas este torneo fue organizado por la FEDEGUAYAS, esta sería el último torneo en el que se jugaría ya que debido a problemas de organización en especial en el reparto de los premios entre los principales clubes de la ciudad, provocarían su alejamiento del ente deportivo federativo provincial y su subsecuente profesionalización de los clubes en la que incluirían la creación de la ASOGUAYAS a finales de ese año en la cual sería el ente regulador del fútbol profesional en el Guayas.
El Barcelona obtendría por primera vez su primer título en este torneo mientras que el Emelec obtendría su primer subcampeonato.

## Formato del torneo
La última edición del campeonato Amateur de Guayaquil se jugará a una sola etapa y será de la siguiente manera. 
Primera Etapa (Etapa Única)
Se jugará a una sola etapa de 10 fechas en encuentros de ida y vuelta al finalizar el torneo el campeón será reconocido al que tenga la mayor cantidad de puntos.

## Sedes
| Guayaquil              |
| ---------------------- |
| Estadio George Capwell |
| Capacidad: 11 000      |
|                        |

## Equipos participantes
Estos fueron los 6 equipos que participaron en el último torneo de la Liga de Guayaquil 1950.
| Equipos participantes | Equipos participantes | Equipos participantes | Equipos participantes |
| --------------------- | --------------------- | --------------------- | --------------------- |
| Barcelona             | Huancavilca           | Norte América         |                       |
| Emelec                | Nueve de Octubre      | Panamá                |                       |

## Única Etapa

### Partidos y resultados
| Fecha 1          | Fecha 1   | Fecha 1          |
| Equipo Local     | Resultado | Equipo Visitante |
| ---------------- | --------- | ---------------- |
| Barcelona        | 7-3       | Panamá           |
| Norteamérica     | 4-4       | Emelec           |
| Nueve de Octubre | 3-1       | Huancavilca      |

| Fecha 2      | Fecha 2   | Fecha 2          |
| Equipo Local | Resultado | Equipo Visitante |
| ------------ | --------- | ---------------- |
| Panamá       | 1-3       | Emelec           |
| Huancavilca  | 0-1       | Barcelona        |
| Norteamérica | 4-2       | Nueve de Octubre |

| Fecha 3      | Fecha 3   | Fecha 3          |
| Equipo Local | Resultado | Equipo Visitante |
| ------------ | --------- | ---------------- |
| Barcelona    | 4-2       | Nueve de Octubre |
| Emelec       | 2-0       | Huacavilca       |
| Panamá       | 3-0       | Norteamérica     |

| Fecha 4          | Fecha 4   | Fecha 4          |
| Equipo Local     | Resultado | Equipo Visitante |
| ---------------- | --------- | ---------------- |
| Emelec           | 2-3       | Barcelona        |
| Nueve de Octubre | 3-1       | Panamá           |
| Norteamérica     | 4-1       | Huancavilca      |

| Fecha 5          | Fecha 5   | Fecha 5          |
| Equipo Local     | Resultado | Equipo Visitante |
| ---------------- | --------- | ---------------- |
| Norteamérica     | 4-4       | Barcelona        |
| Nueve de Octubre | 2-5       | Emelec           |
| Huancavilca      | 1-4       | Panamá           |

| Fecha 6      | Fecha 6   | Fecha 6          |
| Equipo Local | Resultado | Equipo Visitante |
| ------------ | --------- | ---------------- |
| Emelec       | 3-3       | Norteamérica     |
| Panamá       | 2-1       | Barcelona        |
| Huancavilca  | 0-4       | Nueve de octubre |

| Fecha 7          | Fecha 7   | Fecha 7          |
| Equipo Local     | Resultado | Equipo Visitante |
| ---------------- | --------- | ---------------- |
| Barcelona        | 9-5       | Huancavilca      |
| Emelec           | 1-1       | Panamá           |
| Nueve de octubre | 4-2       | Norteamérica     |

| Fecha 8          | Fecha 8   | Fecha 8          |
| Equipo Local     | Resultado | Equipo Visitante |
| ---------------- | --------- | ---------------- |
| Huancavilca      | 1-3       | Emelec           |
| Nueve de Octubre | 1-4       | Barcelona        |
| Norteamérica     | 2-2       | Panamá           |

| Fecha 9      | Fecha 9   | Fecha 9          |
| Equipo Local | Resultado | Equipo Visitante |
| ------------ | --------- | ---------------- |
| Barcelona    | 3-2       | Emelec           |
| Panamá       | 1-3       | Nueve de Octubre |
| Huancavilca  | 2-11      | Norteamérica     |

| Fecha 10     | Fecha 10  | Fecha 10         |
| Equipo Local | Resultado | Equipo Visitante |
| ------------ | --------- | ---------------- |
| Barcelona    | 3-1       | Norteamérica     |
| Panamá       | 9-2       | Huancavilca      |
| Emelec       | 1-1       | Nueve de Octubre |

## Tabla de posiciones
|                      |    | Equipo           | PJ | PG | PE | PP | GF | GC | DG  | PTS |
| -------------------- | -- | ---------------- | -- | -- | -- | -- | -- | -- | --- | --- |
|                      | 1. | Barcelona        | 10 | 8  | 1  | 1  | 39 | 22 | +17 | 17  |
|                      | 2. | Emelec           | 10 | 5  | 3  | 2  | 27 | 19 | +8  | 13  |
|                      | 3. | Norte América    | 10 | 4  | 4  | 2  | 35 | 25 | +10 | 12  |
|                      | 4. | Nueve de Octubre | 10 | 5  | 0  | 5  | 25 | 25 | 0   | 10  |
|                      | 5. | Panamá           | 10 | 4  | 1  | 5  | 27 | 33 | -6  | 9   |
| Bandera de Guayaquil | 6. | Huancavilca      | 10 | 0  | 0  | 10 | 13 | 50 | -37 | 0   |

 Pts=Puntos; PJ=Partidos jugados; G=Partidos ganados; E=Partidos empatados; P=Partidos perdidos; GF=Goles a favor; GC=Goles en contra; Dif=Diferencia de gol
|  | Campeón anual.    |
|  | Vicecampeón anual |

### Campeón
|                       |
| Barcelona 1.er Título |